# قصرهر (حديبو)

تعديل مصدري - تعديل

قصرهر هي إحدى قرى مديرية حديبو التابعة لمحافظة سقطرى، بلغ تعداد سكانها 23 نسمة حسب تعداد اليمن لعام 2004.